# NBA Street V3
NBA Street V3 est le troisième opus de la série des NBA Street. NBA pour National Basketball Association (Ligue de basket-ball américaine), Street pour souligner l'aspect urbain et underground et V3 pour volume 3.

## Particularités
NBA Street est donc un jeu de basket-ball mais avec un style bien particulier. En effet, il n'est pas du même style que son grand frère NBA Live qui joue la carte du réalisme et de la simulation. NBA Street est bien plus axé arcade et sensations fortes. En effet, la dénomination BIG pour un jeu EA montre son côté extrême. À quoi peut donc ressembler un jeu de basket-ball à sensations fortes ? Tout simplement à un jeu ou les dunks, les sauts et les gestes des joueurs sont exagérés et accentués rien que pour le plaisir du jeu sans une recherche d'une quelconque fidélité vis-à-vis de la réalité.
Comme l'indique son titre, NBA Street détient la licence officielle d'utilisation des équipes NBA. Vous aurez donc la possibilité de jouer les San Antonio Spurs de Tony Parker ou les Philadelphia 76ers d'Allen Iverson.
Il est même possible, grâce à un petit délire des éditeurs, de jouer avec l'équipe Nintendo (uniquement sur la version GameCube) composée de Mario, Luigi et de la princesse Peach.

## Nouveautés
NBA Street V3  a été précédé de NBA Street (2001) et de NBA Street 2 (2003). Le thème et l'esprit du jeu n'ont pas changé.